# Плавуны
Плавуны́ (лат. Berardius) — род зубатых китов из семейства клюворыловых. Включает три современных вида: северный плавун (Berardius bairdii), южный плавун (Berardius arnuxii) и малый плавун (Berardius minimus), а также вымершего Berardius kobayashii.

## История изучения
Южного плавуна впервые описал Жорж Луи Дювернуа в 1851 году. Он дал название рода по фамилии французского адмирала Огюста Берара (фр. Auguste Berard), который был капитаном корвета, доставившего череп плавуна до Франции. Вид был назван в честь врача Мориса Арну (фр. Maurice Arnoux), нашедшего этот череп на побережье Южного острова Новой Зеландии. 
Северный плавун был описан Леонардом Штейнегером в 1883 году по черепу с 4 зубами, найденному им на острове Беринга. Этот вид был им назван в честь американского натуралиста Спенсера Фуллертона Бэрда. 
В 2019 году Т. Ямада и коллеги описали новый вид, названный малым плавуном, выбрав в качестве голотипа образец взрослого самца NSMT-M35131, представленный черепом, нижней челюстью и почти полным посткраниальным скелетом. Кроме того, были взяты образцы тканей NSMT-M35131. 
В 1989 году К. Такахаси и коллеги описали из отложений миоценовой формации Цуруши (остров Садо, префектура Ниигата, Япония) возрастом в 12,3—11,5 млн лет череп, который они определили как принадлежащий Berardius sp. В 2021 году А. Каватани и Н. Коно отнесли этот череп к новому виду небольших плавунов, названному ими Berardius kobayashii (в честь доктора Ивао Кобаяси).

## Описание
Виды плавунов сложно отличить, когда они находятся в своей естественной среде обитания, единственное явное различие между северным и южным плавуном — это их ареал. Хотя ареал малого плавуна пересекается с ареалом северного плавуна, взрослые особи данного вида отличаются значительно меньшими размерами — до 6,9 м в длину. Длина южных плавунов не превосходит 12 м, северных — может достигать 12—13 м. Масса может достигать 14 тонн. Таким образом, плавуны — самые крупные представители семейства клюворылых китов.
Отличительной чертой является длинный клюв. Нижняя челюсть длиннее верхней. Окраска равномерная, от светло-серой до почти чёрной. Плавники небольшие, скруглённые. Половой диморфизм выражен слабо, самки несколько крупнее самцов.
С возрастом на теле плавунов остаются многочисленные белые шрамы.
- Северный плавун
- Южный плавун
- Малый плавун

## Распространение
Области обитания южного и северного плавунов не пересекаются. Северные плавуны встречаются в северной части Тихого океана, в Японском и южной части Охотского моря. Также они были обнаружены от Берингова моря до Калифорнийского полуострова и до южных островов Японии. Численность популяции оценивается в 30 000 китов.
Малый плавун обитает в Японском и Охотском морях и, таким образом, пересекается с северным плавуном.
Южные плавуны обитают в водах Южного океана. Они встречаются у берегов Новой Зеландии, Аргентины, а также у Южной Георгии и Южной Африки. Самая северная граница, где они были зарегистрированы — 34 градуса южной широты.

## Поведение
Жизнь плавунов изучена мало. Обычно они передвигаются в группах численностью от 3 до 10, а в редких случаях — до 50 особей. Интересным фактом является то, что 2/3 добытых китобоями плавунов — киты-самцы, несмотря на то, что китихи крупнее, поэтому являются более предпочтительной целью.

## Статус популяции
Численность южных плавунов неизвестна, но, поскольку охота на них практически не ведётся, считается, что их вид не находится под угрозой. Северные плавуны в XX веке были объектами китобойного промысла. В конвенции о сохранении мигрирующих видов диких животных им присвоен неблагоприятный охранный статус.